# Andrew L. Stone
Andrew L. Stone (Oakland, Califòrnia, Estats Units, 16 de juliol de 1902 - Los Angeles, Califòrnia, 9 de juny de 1999) va ser un director de cinema, guionista, productor i novel·lista estatunidenc. És sobretot conegut per les seves comèdies musicals (Stormy Weather, There's Magic in Music …) i els seus thrillers i films negres (Highway 301, A Blueprint for Murder, The Steel Trap, Cry Terror! o Julie...

## Biografia
Neix a Oakland (Califòrnia). Va a la universitat de Califòrnia, després va a treballar a Hollywood als estudis de cinema. Després de diversos anys en petits oficis de l'ombra, finança el seu diploma de director i el seu primer curtmetratge que realitza el 1927. La seva carrera arrenca en el curs els anys 1940. Signa diverses comèdies musicals de qualitat que són saludades per la crítica, com There's Magic in Music, Stormy Weather o Hi Diddle Diddle.
Aborda el gènere del cinema negre i policiac el 1950 amb el llargmetratge Highway 301 la història del qual es basa en les malifetes del Tri-State Gang, una banda de malfactors americans autora de diversos robatoris en el transcurs dels anys 1930. Desenvolupa i afina el seu art a les seves pel·lícules següents, sobretot a A Blueprint for Murder, The Steel Trap, Cry Terror! o Julie, per al qual és nominat a l'Oscar al millor guió original el 1957. La seva obra és llavors prop del cinema de suspens policíac i psicològic.
Ho intenta amb les pel·lícula catàstrofes amb The Last Voyage el 1960, després roda algunes pel·lícules en la línia de les pel·lícules d'aventures de llavors. Filma sobretot la Segona Guerra Mundial en The Password Is Courage, el relat de la temptativa d'evasió d'un soldat britànic pres d'un camp a Polònia. Torna als seus primers amors al començament dels anys 1970 amb la realització de dues comèdies musicals: Song of Norway (inspirada en l'opereta Song of Norway) i The Great Waltz. Totes dues són fracassos comercials i de crítica que el duen a posar fi a la seva carrera.
Stone va col·laborar nombroses vegades, en el transcurs de la seva carrera, amb la seva dona Virginia L. Stone. Reconegut per la professió per a la seva rica carrera, té la seva estrella en el famós Walk of Fame a Hollywood. D'una manera més anecdòtica, ha publicat com novel·lista nombroses novelitzacions d'aquestes pel·lícules.
Mor el 1999 a Los Angeles.

## Filmografia[3]

### Director
- 1927: The Elegy (curt)
- 1927: Fantasy (curt)
- 1928: Liebensraum
- 1928: Adoration (curt)
- 1930: Sombras de gloria
- 1932: Hell's Headquarters
- 1937: The Girl Said No
- 1938: Stolen Heaven
- 1938: Say It in French
- 1939: The Great Victor Herbert
- 1941: There's Magic in Music
- 1943: Stormy Weather
- 1943: Hi Diddle Diddle
- 1944: Sensations of 1945
- 1945: Bedside Manner
- 1946: The Bachelor's Daughters
- 1947: Fun on a Weekend
- 1950: Highway 301
- 1952: Confidence Girl
- 1952: The Steel Trap
- 1953: A Blueprint for Murder
- 1955: The Night Holds Terror
- 1956: Julie
- 1958: Cry Terror!
- 1958: The Decks Ran Red
- 1960: The Last Voyage
- 1961: Ring of Fire
- 1962: The Password Is Courage
- 1964: Never Put It in Writing
- 1965: The Secret of My Success
- 1970: Song of Norway
- 1972: The Great Waltz

### Guionista
- 1927: The Elegy (curt)
- 1928: Adoration (curt)
- 1938: Stolen Heaven
- 1941: There's Magic in Music
- 1944: Sensations of 1945
- 1946: The Bachelor's Daughters
- 1947: Fun on a Weekend
- 1950: Highway 301
- 1952: Confidence Girl
- 1952: The Steel Trap
- 1953: A Blueprint for Murder
- 1955: The Night Holds Terror
- 1956: Julie
- 1958: Cry Terror!
- 1958: The Decks Ran Red
- 1960: The Last Voyage
- 1961: Ring of Fire
- 1962: The Password Is Courage
- 1964: Never Put It in Writing
- 1965: The Secret of My Success
- 1970: Song of Norway
- 1972: The Great Waltz

### Productor
- 1937: The Girl Said No
- 1938: Say It in French
- 1939: The Great Victor Herbert
- 1941: There's Magic in Music
- 1943: Hi Diddle Diddle
- 1944: Sensations of 1945
- 1945: Bedside Manner
- 1946: The Bachelor's Daughters
- 1947: Fun on a Weekend
- 1952: Confidence Girl
- 1955: The Night Holds Terror
- 1958: Cry Terror!
- 1958: The Decks Ran Red
- 1960: The Last Voyage
- 1962: The Password Is Courage
- 1964: Never Put It in Writing
- 1965: The Secret of My Success
- 1970: Song of Norway
- 1972: The Great Waltz

## Obra literària

### Novel·les
Julie (1957) 
Cry Terror (1958) 
The Decks Ran Red (1958)

### Guions en llibre
- The Third Rail (1957), primera version du guió de Cry Terror!
- Infamy (1958)
- The Last Voyage (1959)
- Ring of Fire (1960)
- The Password is Courage (1961)
- Never Put it in Writing (1963)
- The Secret of My Success (1964)
- Song of Norway (1970)

## Premis i nominacions
Premis
- 1960: Estrella al Walk of Fame de Hollywood

Nominacions
- 1957: Oscar al millor guió original per Julie